# شهرستان بوهیدله
شهرستان بوهیدله یک منطقهٔ مسکونی در سومالی است که در توگدیر واقع شده‌است.